# See See Rider
See See Rider, ook bekend als C.C. Rider, See See Rider Blues of Easy Rider is een populair Amerikaanse jazzbluesnummer.
Het werd voor het eerst opgenomen door Gertrude "Ma" Rainey in 1924 en sindsdien is het door vele andere artiesten opgenomen, waaronder The Animals, Elvis Presley, Jerry Lee Lewis, Ray Charles, Chuck Berry, The Who, The Everly Brothers, Janis Joplin, Grateful Dead en Old Crow Medicine Show, alsook de Nederlandse popgroep Johnny Kendall & the Heralds.

## Johnny Kendall & the Heralds (1965)
See see rider is een single van de Nederlandse band Johnny Kendall & the Heralds uit 1965.

### Hitnotering
| Nederlandse Top 40 | 20-02-1965 | Positie: | 38 | 37 | 27-02-1965 |